# سیارک ۳۱۶۹

سیارک ۳۱۶۹

سیارک ۳۱۶۹ (به انگلیسی: 3169 Ostro، نامگذاری:1981LA) سه هزار و صد و شصت و نهمین سیارک کشف شده‌است که در ۴ ژوئن ۱۹۸۱ کشف شد.
قدر مطلق سیارک برابر ۱۲٫۷۳ است.